# Luke Cage (2.ª temporada)
A segunda temporada da série de televisão norte-americana Luke Cage, baseada no personagem homônimo da Marvel Comics, vê Cage se tornar um herói e uma celebridade no Harlem depois de limpar seu nome, apenas para enfrentar uma nova ameaça. É situada no Universo Cinematográfico Marvel,  compartilhando continuidade com os filmes e outras séries de televisão da franquia. A temporada foi produzida pela Marvel Television em associação com a ABC Studios e a Devilina Productions, com o criador Cheo Hodari Coker  servindo como showrunner. 
Mike Colter estrela como Cage, reprisando seu papel na série Jessica Jones, ao lado de Simone Missick, Theo Rossi e Alfre Woodard. A eles se juntam Gabrielle Dennis e Mustafa Shakir, com Jessica Henwick, Finn Jones e Stephen Rider reprisando seus papéis de outras séries da Marvel / Netflix; Rosario Dawson também retorna em um papel de convidado. A temporada foi encomendada em dezembro de 2016 e filmada na cidade de Nova Iorque de junho a novembro de 2017. Coker voltou a enfatizar a música na temporada: Adrian Younge e Ali Shaheed Muhammad retornaram para compor a trilha original, usando blues e reggae para representar o conflito entre a família Stokes e o Bushmaster de Shakir; a temporada novamente apresenta performances de vários artistas; e cada episódio recebe o nome de uma música de Pete Rock & CL Smooth. Reg E. Cathey tem um papel recorrente como pai de Cage em uma de suas últimas apresentações, e a temporada é dedicada à sua memória.
A temporada estreou em 21 de junho de 2018, antes de todos os 13 episódios terem sido lançados no Netflix em 22 de junho. Foi amplamente elogiada como melhor do que a primeira temporada, principalmente por sua narrativa e elenco - especialmente pelo desempenho de Woodard - embora houvesse novamente algumas críticas a seu ritmo. A Netflix cancelou a série em 19 de outubro de 2018. 

## Episódios
| N.º na série | N.º na temp. | Título                                                                     | Dirigido por               | Escrito por                             | Exibição original   |
| --- | ------------ | -------------------------------------------------------------------------- | -------------------------- | --------------------------------------- | ------------------- |
| 14 | 1            | "Soul Brother #1" "(Irmão da Alma # 1)" (BR)                               | Lucy Liu                   | Cheo Hodari Coker                       | 22 de junho de 2018 |
| Luke Cage, o defensor à prova de balas do Harlem, se tornou uma celebridade. Seu amigo D.W. Griffith tenta ganhar algum dinheiro com mercadorias e um aplicativo que rastreia o paradeiro de Cage. Ele passa as noites tentando impedir que um grupo distribua drogas sob seu nome. Após a batalha secreta em Midland Circle, Misty Knight está se recuperando da perda de seu braço e não pretende voltar ao trabalho policial, até descobrir que até 30 dos criminosos que ela havia enviado para a prisão foram libertados devido a ela. falecido parceiro corrupto Rafael Scarfe. Um desses criminosos é Dontrell "Cockroach" Hamilton, que pretende comprar o império criminoso de Mariah Dillard ao lado do contrabandista de drogas Arturo "El Rey" Gomez III e o líder de gangue jamaicano Nigel Garrison. Griffith ajuda Cage a identificar El Rey como o líder do cartel de drogas "Luke Cage" e o entrega ao capitão de Knight, Tom Ridenhour, enquanto Garrison é assassinado por John "Bushmaster" McIver, que sobrevive a vários tiros e chegou da Jamaica planejando levar o Harlem. de Dillard.                                                |              |                                                                            |                            |                                         |                     |
| 15 | 2            | "Straighten It Out" "(Endireitar)" (BR)                                    | Steph Green                | Akela Cooper                            | 22 de junho de 2018 |
| Bushmaster visita a médica holística Tilda Johnson para obter ingredientes para aumentar a sombra da planta, que ele usa para curar suas feridas e aumentar sua força. Johnson é filha de Dillard, e também é visitada por sua mãe, que quer se reunir publicamente com Johnson, depois de anos separados, para melhorar sua imagem. Dillard quer fazer a transição para uma mulher de negócios legítima, e é por isso que ela está vendendo seu negócio de armas. Ela organiza a libertação de El Rey sob fiança e envia seu amante Hernan "Shades" Alvarez para concluir a venda com ele. Quando El Rey se recusa e desrespeita Dillard, Shades o mata. Knight agora está em "serviço leve" e incapaz de buscar pistas, mas direciona Cage para Barata. Cage acredita que ele é indestrutível, mas Barata é capaz de feri-lo com a força de uma arma de curto alcance e alta potência. Isso incomoda a namorada de Cage, a ex-enfermeira Claire Temple, que está lutando com sua incapacidade de ajudar Cage, bem como sua relutância em consertar seu relacionamento com seu pai James Lucas. Johnson concorda em dar à mãe outra chance.                   |              |                                                                            |                            |                                         |                     |
| 16 | 3            | "Wig Out" "(Peruca)" (BR)                                                  | Marc Jobst                 | Matt Owens                              | 22 de junho de 2018 |
| Quando Cage é avisado de que Barata está espancando seu parceiro e filho, ele vai para o apartamento deles e bate severamente em Barata. Temple horrorizado chama Knight, que deixa Cage sair de cena antes que seu detetive rival Nandi Tyler, bem como o parceiro de Tyler, Mark Bailey, cheguem. Knight é repreendido mais tarde por isso, mas Ridenhour explica que ele não pode suspender Knight devido ao seu alto status no departamento como um herói com deficiência. Mais tarde, Knight pratica luta com um braço, e deixa escapar alguma frustração, com Colleen Wing (que Knight estava defendendo quando perdeu o braço). Com El Rey morto e Barata no hospital, Shades se vira para Garrison; ele encontra Bushmaster, que está mais do que disposto a pagar o dinheiro a Dillard. Cage mais tarde chega à procura de Garrison, e luta contra vários membros de gangues que estão armados com armas diferentes. Bushmaster secretamente filma isso e treina na frente das filmagens. Depois de se encontrar com Lucas, Temple confronta Cage sobre sua raiva, e ele ataca. Ela pede que ele saia, e ele encontra Bushmaster.                     |              |                                                                            |                            |                                         |                     |
| 17 | 4            | "I Get Physical" "(Eu Fico Físico)" (BR)                                   | Salli Richardson-Whitfield | Matthew Lopes                           | 22 de junho de 2018 |
| Bushmaster derruba Cage inconsciente, e imagens de sua luta se espalham pela Internet. Vendo isso e reconhecendo Bushmaster, Johnson começa a investigar os ingredientes que ela o vendeu. Quando ele acorda, Cage decide investigar mais os jamaicanos e retorna ao local de sua luta com os membros da gangue junto com Knight. Eles descobrem o corpo de Garrison, e Knight é capaz de conversar com o dono do prédio que cresceu com Bushmaster e explica que ele pretende corrigir os erros cometidos contra seus pais. A partir das evidências no edifício, Cage visita Johnson e ela lhe dá remédios para ajudar com sua concussão. Bushmaster visita Dillard e revela que seus antepassados já estiveram em negócios com os dela. Shades o segue de volta a um restaurante administrado por seus conhecidos, enquanto o amigo de Shades, Darius "Comanche" Jones - que tem estado em choque com Dillard - secretamente se reporta a Ridenhour. O amigo de Cage, Bobby Fish, sai para servir como doador de órgãos para sua filha doente, e Cage é servido por um servidor de processo.                                                                 |              |                                                                            |                            |                                         |                     |
| 18 | 5            | "All Souled Out" "(Tudo Preparado)" (BR)                                   | Kasi Lemmons               | Ian Stokes                              | 22 de junho de 2018 |
| Barata processa Cage por atacá-lo, e Cage concorda em pagar-lhe US $ 100.000 em vez de correr o risco de ir a tribunal. A corretora Raymond "Piranha" Jones investe o dinheiro da venda de Dillard à Bushmaster na empresa de plásticos de Mike Higgins, que Dillard chantageia ao concordar com uma fusão corporativa que aumenta consideravelmente os lucros de suas novas ações. Higgins desaparece posteriormente, enquanto Dillard usa sua nova fortuna "legítima" para abrir um centro da Family First no Harlem. Ela revela tudo isso a Johnson, esperando que eles possam administrar o centro juntos. Piranha faz uma festa para comemorar seu empreendimento de sucesso e contrata Cage - que está procurando uma maneira de pagar Barata - para aparecer na festa. Cage finalmente salva Piranha quando alguns dos homens de Bushmaster tentam sequestrá-lo. Knight recebe um braço robótico de Wing e seu namorado bilionário Danny Rand. Ela considera enquadrar Barata antes de encontrar seu corpo. Na abertura de seu centro, Dillard descobre as cabeças decepadas de Ray Ray, empregado de Barata, Higgins e Shades.                         |              |                                                                            |                            |                                         |                     |
| 19 | 6            | "The Basement" "(O Porão)" (BR)                                            | Millicent Shelton          | Aïda Mashaka Croal                      | 22 de junho de 2018 |
| Dillard se recusa a cooperar com a polícia, apesar de uma história compartilhada com Ridenhour. Knight confessa a Ridenhour sobre querer enquadrar a barata, mas quando ele escolhe não discipliná-la, ela sai por culpa. Cage e Piranha se escondem quando os homens de Bushmaster vasculham o bairro em busca deles. Cage insiste que ele levará Piranha à polícia, apesar de Piranha querer pagar Cage como um "herói de aluguel". Após uma discussão sobre seus respectivos pais, Cage decide levar Piranha à igreja de Lucas para proteção. Shades e Comanche, sem sucesso, procuram por Piranha e relembram seu relacionamento na prisão. Comanche acredita que Shades deveria se livrar de Dillard e se tornar o senhor do crime do próprio Harlem. Shades depois diz a Dillard sobre seguir Bushmaster ao restaurante, e ela planeja o que eles farão com os conhecidos dele quando encontrarem Piranha, que tem o controle de seu dinheiro. Cage entra em contato com Bushmaster, e os dois se encontram para lutar, terminando com Cage paralisado por uma substância em pó e chutado em um rio para se afogar.                                      |              |                                                                            |                            |                                         |                     |
| 20 | 7            | "On and On" "(Assim Por Diante)" (BR)                                      | Rashaad Ernesto Green      | Nicole Mirante Matthews                 | 22 de junho de 2018 |
| A paralisia desaparece a tempo de Cage nadar até a superfície, e ele volta à igreja para encontrar Piranha desaparecido. Ridenhour tenta convencer Knight a voltar ao trabalho e conta a ela sobre ter um informante trabalhando para Dillard. Em vez disso, ela trabalha com Cage para encontrar Piranha. Dillard percebe que Ridenhour tem um informante e questiona a lealdade de seus homens. Enquanto isso, Bushmaster captura Piranha, o usa para pegar todo o dinheiro e bens de Dillard e depois o mata. Cage e Knight encontram o corpo. Ridenhour se encontra com Comanche, que está em pânico por ter sido pego, mas Shades segue Comanche para esta reunião. Comanche mata Ridenhour e Shades atira em Comanche e faz parecer que Ridenhour fez isso. Dillard corre para se esconder com Johnson, mas é pego por Bushmaster que os deixa em uma casa em chamas como vingança pela família Stokes que queima sua mãe viva. Bushmaster então reivindica a boate da família Stokes, "Harlem's Paradise", enquanto Cage salva Dillard e Johnson. |              |                                                                            |                            |                                         |                     |
| 21 | 8            | "If It Ain't Rough, It Ain't Right" "(Se Não É Difícil, Não É Certo)" (BR) | Neema Barnette             | Nathan Louis Jackson                    | 22 de junho de 2018 |
| Quando Bushmaster descobre que Cage salvou Dillard, ele planeja aumentar sua força com mais sombras. Cage leva Dillard e Johnson à delegacia de polícia, onde Knight - que ainda não havia concluído oficialmente sua demissão - está agora no comando. Shades chega, e Knight deduz que ele provavelmente matou Comanche e / ou Ridenhour, mas ela não tem nenhuma evidência disso. Dillard e Johnson são baleados pelos homens de Bushmaster fora da delegacia, mas Cage os ajuda a escapar. Knight usa isso para obter um mandado de busca para o Harlem's Paradise, mas eles não acham nada incriminador. Preocupado com a segurança de seus entes queridos, Cage participa de um culto na igreja e está lá para proteger seu pai quando os homens de Bushmaster chegarem. Ao mesmo tempo, Dillard e Johnson são atacados, enquanto Dillard explica como ela foi forçada a entregar a filha aos primos da família Johnson pela matriarca de Stokes, Mama Mabel. Knight e Tyler chegam para protegê-los, logo seguidos por Cage e Lucas, e Cage pede que Knight chame Rand para obter ajuda.                                                                |              |                                                                            |                            |                                         |                     |
| 22 | 9            | "For Pete's Sake" "(Pelo Amor de Pete)" (BR)                               | Clark Johnson              | Matt Owens & Ian Stokes                 | 22 de junho de 2018 |
| Knight leva Cage, Lucas, Dillard e Johnson para um prédio inacabado pertencente à Rand Enterprises, onde Dillard concorda em testemunhar contra Bushmaster em troca de imunidade. Knight e Cage são contra isso, mas concordam que eles podem lutar apenas um de cada vez. Knight retorna à delegacia, onde a vice-chefe Priscilla Ridley está agora no comando. Cage diz a Johnson que Dillard matou sua prima Cornell Stokes, e Dillard admite isso quando Johnson a confronta. Dillard explica que Stokes estava provocando-a sobre como ela havia sido estuprada quando menina por seu tio Pete, e revela que foi assim que Johnson foi concebida e por que Dillard não a ama. Com Bushmaster oferecendo uma grande recompensa por Dillard, Tyler o leva para o local do grupo. Lá, Cage é capaz de derrotar Bushmaster. Dillard escapa e se reúne com Shades, que capturou o tio de Bushmaster, Paul "Anansi" MacIntosh. Bushmaster também escapa, disparando uma granada e forçando Johnson a curá-lo. Cage começa a se reconciliar com seu pai. |              |                                                                            |                            |                                         |                     |
| 23 | 10           | "The Main Ingredient" "(O Ingrediente Principal)" (BR)                     | Andy Goddard               | Akela Cooper                            | 22 de junho de 2018 |
| A pedido de Temple, Rand - que defende o resto de Manhattan como o Punho de Ferro Imortal - encontra Cage e insiste em ajudá-lo a encontrar o Bushmaster. Percebendo que ele precisaria ser curado após sua fuga da polícia, eles começam a procurar Johnson, mas não a encontram em sua loja ou no Harlem's Paradise. Trabalhando com uma dica de Turk Barrett, eles investigam um armazém abandonado, onde os jamaicanos estão tentando cultivar mais sombra, mas isso exige as condições da Jamaica. Cage e Rand abrem caminho entre os homens de lá e destroem o laboratório quando não encontram Johnson ou Bushmaster. Knight e Ridley descobrem a traição de Tyler e a prendem. Como Piranha foi torturada antes de dar o dinheiro e os bens de Dillard à Bushmaster, eles foram legalmente devolvidos a ela e ela recupera o Paraíso do Harlem. Abraçando sua herança Stokes, ela mata todos no restaurante jamaicano e depois queima Anansi com vida para enviar uma mensagem ao Bushmaster. Shades está perturbado com seu novo comportamento. |              |                                                                            |                            |                                         |                     |
| 24 | 11           | "The Creator" "(O Criador)" (BR)                                           | Stephen Surjik             | Nicole Mirante Matthews & Matthew Lopes | 22 de junho de 2018 |
| Quando menino, Bushmaster tinha sido o único filho de um grupo a sobreviver a uma vacinação ruim. Após o acordo comercial entre seu pai, Quincy McIver e Samuel "Buggy" Stokes, que quebrou na década de 1980 e levou à morte deles, a mãe de Bushmaster, Gwen, tentou processar a família Stokes e a esposa de Buggy, Mabel, queimou a casa de Gwen. Bushmaster sobreviveu, mas foi baleado por Pete Stokes. Ele foi salvo pela sombra da noite, e agora Johnson é capaz de curá-lo novamente. Ela adverte que está perto de matá-lo por falência de órgãos. Ele permite que ela saia. Enquanto isso, Cage encontra a esposa de Anansi, Ingrid, que sobreviveu ao tiroteio no restaurante, mas ela se recusa a testemunhar contra Dillard. Ele a leva para ver o corpo de seu marido, onde eles encontram Bushmaster; ele e Cage concordam que a próxima luta será a última. Contrariando a regra da família Stokes, Dillard faz um acordo para começar a vender heroína no Harlem. Shades a confronta sobre suas ações recentes, levando a uma briga e ao fim de seu relacionamento. Ele escolhe se render a Knight.                                         |              |                                                                            |                            |                                         |                     |
| 25 | 12           | "Can't Front On Me" "(Não Podem Me Enfrentar)" (BR)                        | Evarado Gout               | Aïda Mashaka Croal                      | 22 de junho de 2018 |
| Dillard lidera uma coalizão de líderes de gangues de toda Nova York, prometendo derrubar Bushmaster, que fica irritado com o uso de seu nome no novo suprimento de heroína. Ele ataca a refinaria onde as drogas estão sendo produzidas, desligando-a com a ajuda de Cage. Bushmaster foge quando Cage se recusa a deixá-lo destruir evidências das drogas. Cage então visita Dillard, e diz a ela que ele não a protegerá mais. Dillard anuncia um concerto gratuito no Harlem's Paradise para garantir que haja pessoas suficientes por perto que Cage apareça para protegê-las do Bushmaster de qualquer maneira. Johnson se oferece para ajudar Bushmaster a matar Dillard, mostrando-lhe uma entrada secreta no clube e dando-lhe uma máscara noturna como um impulso final de força. Shades confessa tudo o que sabe à polícia, mas eles precisam de provas de que Dillard possui a arma usada para matar Anansi. Ele vai ao clube durante o show e fica com Dillard quando o Bushmaster ataca. Cage e Knight são capazes de parar Bushmaster, mas ele foge quando Cage se recusa a matá-lo. Dillard é preso.                                            |              |                                                                            |                            |                                         |                     |
| 26 | 13           | "They Reminisce Over You" "(Eles Relembram Você)" (BR)                     | Alex Garcia Lopez          | Cheo Hodari Coker                       | 22 de junho de 2018 |
| Com Dillard na prisão, os outros líderes de gangues vão à guerra nas ruas do Harlem. Shades sugere a Cage que substitua Dillard para impedir que um novo chefe do crime assuma o controle. Cage ameaça a chefe italiana Rosalie Carbone, garantindo que ela fique fora do Harlem. Na prisão, Dillard faz movimentos para ganhar poder e ordena os assassinatos de todos os seus ex-contatos e funcionários. Johnson ajuda Bushmaster a começar a se recuperar de seu uso de máscaras, e escolhe voltar para a Jamaica. Ele diz a ela que Dillard ainda deve queimar. Johnson decide visitar Dillard, que lhe diz que o Paraíso do Harlem é o seu direito de primogenitura. Johnson então dá a Dillard um veneno de ação lenta, e ela finalmente morre enquanto Cage está visitando. Johnson tem sua mãe cremada. Com Dillard morto, o acordo de Shades não se sustenta mais e ele é preso. Quando o testamento de Dillard é lido, ele foi alterado para que o clube agora vá para Cage. Isso irrita Johnson e preocupa Knight, que teme que Cage se torne um criminoso como Dillard. Cage ainda aceita o clube e se estabelece como o novo "xerife" do Harlem. |              |                                                                            |                            |                                         |                     |

## Elenco e personagens
| - Mike Colter como Luke Cage - Simone Missick como Misty Knight - Theo Rossi como Hernan "Shades" Alvarez - Gabrielle Dennis como Tilda Johnson[13] - Mustafa Shakir como John "Bushmaster" McIver[13][14] - Alfre Woodard como Mariah Stokes | - Reg E. Cathey como James Lucas - Ron Cephas Jones como Bobby Fish - Peter Jay Fernandez como Tom Ridenhour - Dorian Crossmon Missick como Dontrell "Barata" Hamilton - Kevin Mambo como Sheldon - Thomas Q. Jones como Darius "Comanche" Jones - Jeremiah Richard Craft como D.W. Griffith - Chaz Lamar Shepherd como Raymond "Piranha" Jones - Sean Ringgold como Sugar - Tarah Rodgers como Stephanie / Billie - Sahr Ngaujah como Paul "Anansi" Mackintosh - Danny Johnson como Ben Donovan - Antonique Smith como Nandi Tyler - Justin Swain como Mark Bailey - Heather Alicia Simms como Ingrid Mackintosh - John Clarence Stewart como Alex Wesley - Karen Pittman como Priscilla Ridley | - Rosario Dawson como Claire Temple - Elden Henson como Nevoeiro Nelson - Frank Whaley como Rafael Scarfe - Darius Kaleb como Lonnie Wilson - Tijuana Ricks como Thembi Wallace - Jade Wu como Connie Lin - Andrew Pang como Chang - Joniece Abbott-Pratt como Etta Lucas - Rob Morgan como Turk Barrett - LaTanya Richardson Jackson como "Mama Mabel" Stokes - Curtiss Cook como "Pistol Pete" Stokes - Henry Yuk como Hai-Qing Yang - Jayden D. Brown como Cornell "Cottonmouth" Stokes - Ninja Devoe como Aisha Axton - Cassandra Freeman como Patricia Wilson - Sedly Bloomfield como Joel Spurlock |